# ری-منت
ری-منت (انگلیسی: Re-Ment) شرکت اسباب‌بازی ژاپنی است، که در سال ۱۹۹۸ تأسیس شد.